# N Tujuh Aek Nabara
N Tujuh Aek Nabara is een bestuurslaag in het regentschap Labuhan Batu van de provincie Noord-Sumatra, Indonesië. N Tujuh Aek Nabara telt 239 inwoners (volkstelling 2010).